# John Horgan (Journalist)

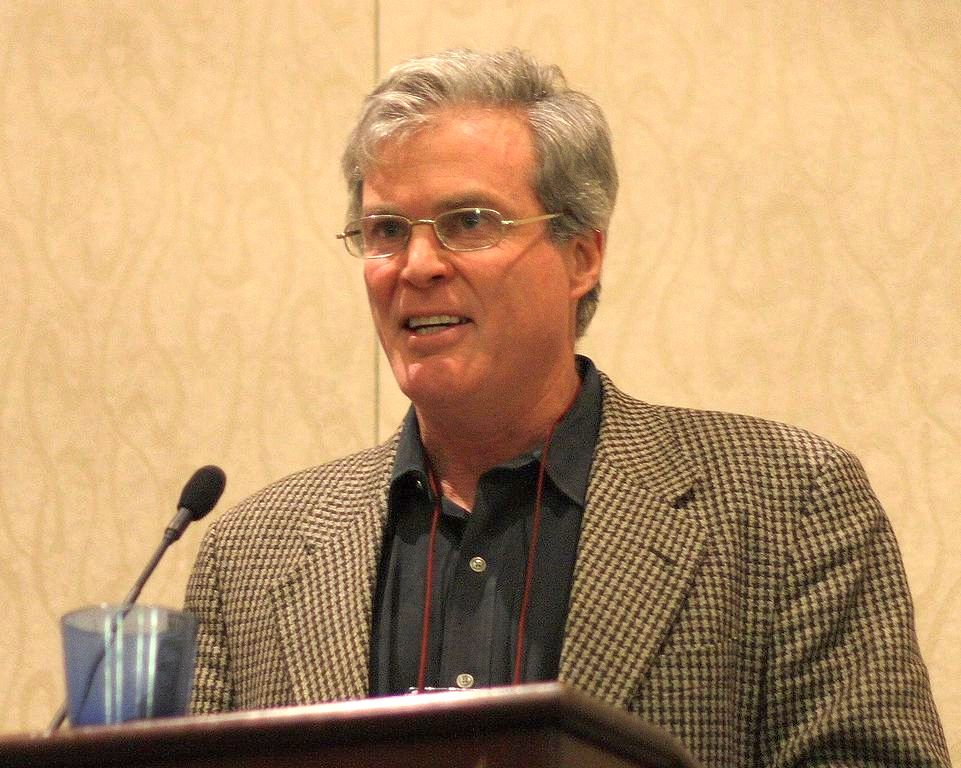
Horgan bei einer Konferenz der History of Science Society in Washington (2007)

John Horgan (* 1953) ist ein US-amerikanischer Wissenschaftsjournalist und Publizist. Sein bekanntestes Werk ist das 1996 erschienene und in 13 Sprachen übersetzte Buch „An den Grenzen des Wissens“, in welchem er seine Auffassung darlegt, dass der Fortschritt der Wissenschaft – insbesondere derjenige der Grundlagenforschung – aufgrund sozialer, ökonomischer, physikalischer und kognitiver Beschränkungen begrenzt sei und das Zeitalter der wissenschaftlichen Entdeckungen zu Ende sei. Im Forbes Media Guide wurde er 1994 als einer der einflussreichsten Journalisten der USA aufgeführt.

## Leben
Horgan studierte an der Columbia-Universität Englisch mit naturwissenschaftlichen Nebenfächern. Seinem anfänglichen Interesse für die Literaturwissenschaft setzte eine Sinnkrise ein Ende. Ihm wurde bewusst, dass aufgrund der in der Literaturtheorie vertretenen Ansicht, ein Text habe mehrere Bedeutungsebenen, von denen keine maßgeblich sei, kein eigentlicher Fortschritt auf diesem Gebiet möglich ist und Meinungsverschiedenheiten innerhalb dieses Paradigmas grundsätzlich unlösbar sind. Im Jahr 1982 schloss er sein Englisch-Studium mit einem Bachelor of Arts ab und erlangte ein Jahr später einen Master of Science im Fach Journalismus.
Von 1983 bis 1986 war er als Redakteur beim IEEE Spectrum, einer Zeitschrift des Institute of Electrical and Electronics Engineers, beschäftigt. Nach seiner Tätigkeit als Redakteur beim Scientific American von 1986 bis 1997 arbeitete Horgan als freiberuflicher Autor, bis er 2005 Direktor des neu gegründeten „Center for Science Writing“ an der Stevens-Universität in Hoboken wurde.
In seinen Publikationen hat sich Horgan mit den Grenzen des wissenschaftlichen Fortschritts, dem Übergangsbereich von Wissenschaft und Mystik und dem Bewusstsein auseinandergesetzt. Neuere Arbeiten von ihm sind auf dem Feld der Konfliktforschung angesiedelt.
Horgan lebt in Garrison im US-Bundesstaat New York, ist verheiratet und hat zwei Kinder.

## Werk
In seinem 1996 erschienenen Buch „An den Grenzen des Wissens. Siegeszug und Dilemma der Naturwissenschaften“ vertrat Horgan die skeptizistische These, die Wissenschaft würde aufgrund der rasanten Fortschritte im 19./20. Jahrhundert und aufgrund sozialer, ökonomischer, physikalischer und kognitiver Faktoren kurz vor ihrem Ende stehen. Auf Basis von Interviews mit herausragenden Wissenschaftlern unterschiedlichster Fachrichtungen (beispielsweise Karl Popper, Richard Dawkins, Marvin Minsky oder Edward Witten) stellte Horgan einen Überblick über die bisherige Entwicklung des wissenschaftlichen Fortschritts auf den verschiedenen Gebieten dar. Er befragte seine Gesprächspartner zu deren Ansichten über die zukünftige Entwicklung auf ihren jeweiligen Forschungsgebieten und extrapolierte daraus seine Ansicht vom baldigen Ende der Wissenschaft. Horgan beschränkte sich dabei auf die Grundlagenforschung, gestand jedoch der angewandten Wissenschaft noch erhebliches Entwicklungspotential zu.
Motivation und eine argumentative Grundlage für Horgan war das 1969 erschienene Buch „The Coming of the Golden Age“ des Biologen Gunther Stent. Stent vertrat darin die Ansicht, dass die Wissenschaft aufgrund der erzielten Durchbrüche (Quantenmechanik, Entdeckung der DNA-Struktur) beziehungsweise der Begrenztheit des jeweiligen Fachgebietes (Geographie) kurz vor ihrem Ende stünde. Stent stützte sich dabei auf Henry Adams’ Beschleunigungsgesetz (kurz formuliert beinhaltet dieses das Postulat exponentieller Entwicklung aufgrund von Rückkopplung: Macht erzeugt mehr Macht, Wissen erzeugt mehr Wissen) und formulierte eine utopische Vision eines „Neuen Polynesiens“, in welchem sich die Menschen dem Hedonismus hingeben, nachdem die Potentiale der Wissenschaft ausgeschöpft wurden.

### Ironische Wissenschaft und Einflussangst
Horgan griff Stents Darstellung auf entwickelte den dahinterstehenden Gedanken weiter. Er unterscheidet zunächst „echte“ und „ironische“ Wissenschaft (beide Bezeichnungen beziehen sich auf die jeweilige wissenschaftliche Methode). Während echte Wissenschaft auf tradierte Empirik gestützt ist, so verlässt die ironische Wissenschaft den Bereich empirisch überprüfbarer Hypothesen und wird zunehmend spekulativ. Horgan griff hier auf eine Analogie zurück, die der Literaturwissenschaft entstammt: diese bezeichnet Texte als ironisch, die verschiedene Bedeutungsebenen haben und bei denen auch der Autor selbst nicht in der Lage ist, die maßgebliche zu bestimmen.
Ebenfalls der Literaturwissenschaft entstammt Horgans Begriff des „starken“ Wissenschaftlers. Er bezog sich auf das Konzept des „starken Dichters“, welches der Literaturwissenschaftler Harold Bloom 1973 in einem Essay namens „Einflussangst“ entwickelt hatte. Bloom vertrat darin die Auffassung, moderne Schriftsteller konkurrierten mit bereits existenten Werken überragender Autoren wie Shakespeare und könnten sich dennoch niemals gegen deren Einfluss bzw. dem Vergleich mit deren Werken entziehen – sie seien mithin Zuspätgekommene. Ein starker Dichter ist nach Bloom ein solcher, der die Vollkommenheit der Vorfahren anerkennt und sie quasi umgeht. Er benutzt dazu Tricks und gezielte Fehlinterpretationen um sich selbst bedeutender erscheinen zu lassen und den dominierenden Einfluss der Vergangenheit zu eliminieren. Horgan übertrug dieses Konzept des starken Dichters auf die Wissenschaft und kreierte den starken Wissenschaftler. Er argumentierte, dass alle bedeutenden Entdeckungen nur einmal gemacht werden könnten und sich die Nachfolger eines Wissenschaftlers wie Einstein nur noch mit Detailfragen beschäftigten könnten. Somit stünde der Naturwissenschaftler analog dem Dichter unvermeidbar im Schatten seiner berühmten Vorgänger.
Ein Wissenschaftler könne diesem Einfluss nur entrinnen, so folgert Horgan, wenn er ähnlich dem Dichter versucht, das Theoriegebäude seiner Vorläufer zu überwinden, indem er dieses gezielt miss- oder umdeutet und sich postempirischer (d. i. spekulativer) Methoden bedient. Nach Horgan wird also von starken Wissenschaftlern ironische Wissenschaft betrieben. Diese Methodik entfernt die wissenschaftliche Praxis von ihrer empirischen Basis und nähert sich der Literaturwissenschaft oder der Philosophie an.

### Die Grenzen der Wissenschaft
Für seine Ansicht, dass die Wissenschaft nicht unbegrenzt betrieben werden könne, führt Horgan mehrere Punkte an:
- Das Ausmaß, in dem eine Gesellschaft den Wissenschaftsbetrieb unterstützt, hängt von den Zeitumständen ab. So wurde während des Kalten Krieges auf beiden Seiten des Eisernen Vorhangs massiv in Forschung investiert, um sich im gesellschaftlichen Konkurrenzkampf zu behaupten. Nach dem Zusammenbruch des Ostblocks ist dieser Motivationsfaktor entfallen.
- Nunmehr wird die Wissenschaft nach eher ökonomischen Kriterien beurteilt. Horgan argumentiert, dass immer höhere Kosten aufgewendet werden müssen, während die Erträge abnehmen, wenn die Wissenschaft voranschreitet. So würden immer größere Teilchenbeschleuniger benötigt, um tiefer in den Aufbau der Materie vorzudringen und neue Hypothesen zu testen. Damit zusammenhängend würden die wissenschaftlichen Theorien immer komplexer und unverständlicher, so dass die Gesellschaft an einem bestimmten Punkt ihre Unterstützung versagen würde, da sie relativ zum Aufwand keinen Nutzen mehr in der Forschung erkenne.
- Die negativen Folgen von Hochtechnologie und Umweltschutzbewusstsein führten nach Horgan dazu, dass die Bedeutung der Wissenschaft abnehmen könne.
- Da die Menschen Teil des Universums sind, könnten sie dieses niemals wie ein externer Beobachter betrachten, womit immer ein Teilbereich der objektiven Wirklichkeit vorhanden sei, den der Mensch nicht erschließen könne.
- Kognitive Beschränkungen existierten dadurch, dass das menschliche Gehirn darauf ausgelegt sei, Probleme zu lösen, deren Komplexität weit unterhalb der objektiven Wirklichkeit liege.[3]

Im Übrigen führt Horgan aus, dass auch eine abschließende Theorie möglicherweise nur begrenzte Erklärungskraft habe. Sollte es den Physikern beispielsweise gelingen, eine große vereinheitlichte Theorie zu entwickeln, so würde diese nichts über subjektive Wahrnehmungen aussagen, beispielsweise darüber, warum Menschen etwas als „schön“ empfinden.

#### Rezeption
Horgans Buch war überaus erfolgreich, es wurde in 13 Sprachen übersetzt, sein Nachfolgewerk The Undiscovered Mind in acht. Im wissenschaftlichen Establishment wurde es jedoch eher skeptisch aufgenommen. In der Nature wurde es als „Zuckerwatte fürs Gehirn“ bezeichnet. Vielfach wurden Stil und Sprache des Textes gelobt, während der Inhalt abgelehnt wurde. David Hoffman von der University of California, Berkeley, bezeichnete bereits das Konzept der starken, ironischen Wissenschaftler als fehlerhaft, ebenso warf er Horgan vor, Themen, von denen er nichts verstehe, nur anhand von Interviews zu beurteilen.

Des Weiteren wurden Horgans Thesen als selbstwidersprüchlich abgelehnt. So argumentiere er einerseits, dass bestimmte Fachgebiete vor ihrem Abschluss stünden, da in diesen seit längerer Zeit keine bahnbrechenden Entdeckungen mehr gemacht wurden, andererseits behaupte er bei anderen Beispielen, dass ein Gebiet vor der Vollendung stehe, gerade weil in jüngerer Zeit viele wichtige Entdeckungen gemacht wurden (vgl. auch das erwähnte Beschleunigungsgesetz von Adams).
Der Nobelpreisträger Philip Anderson prägte 1999 in einem Essay in Physics Today den Begriff „Horganism“ als Schlagwort für eine Denkweise, die hinsichtlich des wissenschaftlichen Fortschritts zersetzend skeptisch sei.

## Auszeichnungen
- The Best American Science and Nature Writing für das Essay „Keeping the Faith in My Doubt“; 2005
- Templeton-Cambridge Journalism Fellowship in Science and Religion; 2005
- American Psychiatric Association Certificate of Commendation for Outstanding Reporting on Psychiatric Issues; 1997
- Science Journalism Award of the American Association for the Advancement of Science; 1992 und 1994
- National Association of Science Writers Science-in-Society Award; 1993

## Bibliografie

### Bücher
- (1996) The End of Science: Facing the Limits of Science in the Twilight of the Scientific Age. New York: Broadway Books. (dt. Ausgabe An den Grenzen des Wissens. Luchterhand, 1997, ISBN 3-630-87992-6)
- (1999) The Undiscovered Mind: How the Human Brain Defies Replication, Medication and Explanation. New York: Touchstone. (dt. Ausgabe Der menschliche Geist; Luchterhand; 2000, ISBN 978-3-630-88002-0)
- (2002)  Where Was God on September 11? A Scientist Asks a Ground Zero Pastor. With Reverend Frank Greer. San Francisco: Browntrout Publishers.
- (2003) Rational Mysticism: Dispatches from the Border Between Science and Spirituality. New York: Houghton Mifflin.
- (2012) The End of War. San Francisco: McSweeney's.
- (2018) Mind-Body Problems: Science, Subjectivity & Who We Really Are (Free online book)
- (2020) Pay Attention: Sex, Death, and Science. Terra Nova Press.
- (2023) My Quantum Experiment (Free online book)

### Artikel
- Horgan J. (October 1990) Universal Truths (Trends in Cosmology). Scientific American, Vol. 263, No. 4, pp. 108–117. pdf
- Horgan J. (February 1991) In the Beginning... (Trends in Evolution). Scientific American, Vol. 264, No. 2, pp. 116–125. pdf
- Horgan J. (May 1991) Reluctant Revolutionary (Profile: Thomas S. Kuhn unleashed "paradigm" on the world). Scientific American, Vol. 264, No. 5, pp. 40, 49. https://www.jstor.org/stable/24936900
- Horgan J. (June 1991) Questioning the "It from Bit" (Profile: Physicist John A. Wheeler). Scientific American, Vol. 264, No. 6, pp. 36, 38. https://www.jstor.org/stable/24936938
- Horgan J. (February 1992) The Mephistopheles of Neurobiology (Profile: Francis H. C. Crick). Scientific American, Vol. 266, No. 2, pp. 32–35. https://www.jstor.org/stable/24938937
- Horgan J. (March 1992) The Lonely Odysseus of Particle Physics (Profile: Murray Gell-Mann). Scientific American, Vol. 266, No. 3, pp. 30–32. https://www.jstor.org/stable/24938978
- Horgan J. (July 1992) Quantum Philosophy (Trends in Physics). Scientific American, Vol. 267, No. 1, pp. 94–104. pdf
- Horgan J. (October 1993) The Death of Proof (Trends in Mathematics). Scientific American, Vol. 269, No. 4, pp. 92–103. pdf
- Horgan J. (February 1994) Particle Metaphysics (Trends in Physics). Scientific American, Vol. 270, No. 2, pp. 96–106. pdf
- Horgan J. (September 2006) The Final Frontier: Are We Reaching the Limits of Science? Discover https://www.discovermagazine.com/the-sciences/the-final-frontier-are-we-reaching-the-limits-of-science
- Horgan J. (June 2008) The Consciousness Conundrum. IEEE Spectrum. https://spectrum.ieee.org/the-consciousness-conundrum
- Horgan J. (April 2021) Will Quantum Computing Ever Live Up to Its Hype? Scientific American. https://www.scientificamerican.com/article/will-quantum-computing-ever-live-up-to-its-hype/